# پنجره باز (فیلم)
پنجره باز (به انگلیسی: Open Window) فیلمی محصول سال ۲۰۰۶ و به کارگردانی میا گلدمن است. در این فیلم بازیگرانی همچون رابین تونی، سیبل شفرد، مت کیزلار، اسکات ویلسون، جوئل اجرتون، شرلی نایت و الیوت گولد ایفای نقش کرده‌اند.